# Are You Now or Have You Ever Been
Are You Now or Have You Ever Been conocido en América Latina como Eres o Has sido y en España como Sombras del pasado. Es el segundo episodio de la segunda temporada de la serie de televisión estadounidense Ángel. Escrito por Tim Minear y dirigido por David Semel. El episodio se estrenó originalmente el 3 de octubre del año 2000 por la WB Network. En este episodio Ángel recuerda su traumática experiencia en el hotel Hyperion en los años 50. 

## Argumento
Luego de encontrarse con el Hotel Hyperion mientras ayudaba a la mujer embarazada a proteger a su hija. Angel le ordena a sus empleados que hagan una vasta investigación sobre la historia del Hotel en los años 50 mientras comienza a recordar lentamente: 
En 1950 Ángel es el residente de la habitación 217 donde tiene una reputación de ser un residente extraño y misterioso. Un día Ángel encuentra en su habitación a una mujer extraña que finge ser una mucama, aunque luego le confiesa que se está ocultando de su abusivo novio. Ángel la ayuda deshaciéndose del hombre pero también de ella.
En 1952, Ángel escucha como los residentes del hotel comienzan a enloquecer lentamente luego del suicidio del vendedor, ya que todos comienzan a intrigar unos contra otros, incluso el gerente del hotel y el botones esconden el cuerpo. La mujer que Ángel había salvado anteriormente se presenta como Judy Kovacs y le comenta que ella es en realidad una fugitiva por haber robado dinero de su antiguo empleo en un banco y confiesa que aquel hombre que la perseguía no era su novio sino un detective privado. Ángel la consuela exclamando que le miedo hace que la gente haga cosas estúpidas y ayuda a Judy a ocultar el dinero en el sótano del hotel, donde escucha unos misteriosos susurros y se da cuenta de que en el hotel hay algo enloqueciendo a las personas.    
Ángel visita una librería para conseguir un equipo esencial para hacer un ritual y materializar el demonio. Desafortunadamente cuando llega al hotel encuentra a los residentes del hotel junto al DP preparándose para castigar a Judy al creerla la responsable del asesinato del vendedor. Pero las cosas se complican cuando Judy acusa a Ángel como el responsable y ante la acusación todos los residentes menos Judy (que solo se detiene a llorar) cuelgan a Ángel en el vestíbulo, creyéndolo muerto. Cuando todos se van, Ángel se libera y habla con el demonio Thesulac responsable de la locura de todos los residentes del hotel. El Thesulac le pregunta si todavía quiere detenerlo pero el vampiro se niega y deja el hotel.  
En el presente mientras investigan la historia del hotel. Wesley y Cordelia descubren que Ángel vivió en el hotel y no tardan en descubrir que el botones del hotel fue arrestado por el homicidio del vendedor, mientras que se enteran de que la policía dio por desaparecida a Judy. Ángel va al hotel Hyperion y restaura la energía del hotel para realizar el ritual contra el Thesulac.  
Acompañados de Gunn, Wesley y Cordelia se reúnen en el vestíbulo del hotel donde consiguen materializar al mismo Thesulac de los 50 que muere electrocutado por Ángel. Al exterminar al demonio Ángel sube hasta su antigua habitación donde encuentra a una envejecida Judy quien se siente aliviado de ya no seguir siendo torturada por el Thesulac y se disculpa con el vampiro por haberlo "matado", antes de morir en paz. Ángel entonces le comenta a su equipo que se van a mudar al Hyperion.

## Elenco
- David Boreanaz como Ángel.
- Charisma Carpenter como Cordelia Chase.
- Alexis Denisof como Wesley Wyndam Pryce.
- J. Agust Richards como Charles Gunn.

## Producción
Este episodio presenta al Hotel Hyperion, que se convierte en el set principal de Angel' hasta la temporada 5. El diseñador de producción Stuart Blatt explico que luego de volar las antiguas oficinas de Angel en el final de la primera temporada, tenían la oportunidad de filmar en un lugar, mas "agradable con la filmación" un set que diera oportunidad al equipo y a las cámaras de moverse libremente. El creador Joss Whedon sugerio un hotel abandonado, algo parecido al hotel de los Hermanos Coen de Barton Fink.

## Continuidad
- El Hotel Hyperion se establece como los nuevos cuarteles de Investigaciones Ángel.
- En el flashback de la década de los 50 se pudo observar claramente a Ángel teniendo cierta clase de desprecio por la humanidad. Su decisión de dejar al demonio alimentarse de los habitantes del hotel, sigue cuando Ángel le permite a Darla y Drusilla masacrar a los abogados de Wolfram&Hart.[2] En ambas ocasiones Ángel determinó que algunos humanos no merecen ser rescatados.